# Ašhabad
Ašhabad (turkmensko Aşgabat, perzijsko عشق آباد‎, rusko Ашхабад, Ašhabad; pisano tudi Ašgabat in Ašgabad) je glavno mesto Turkmenistana in leži v regiji Ahal. Ašhabad ima okoli milijon prebivalcev. Leži med puščavo Karakum in gorsko verigo Kopet Dag. Je 250 km oddaljen od Mašada, drugega največjega iranskega mesta.
V Ašhabadu živijo predvsem Turkmenci, z etničnimi manjšinami Rusov, Armencev in Azerov.

## Ime
Ašhabad je Aşgabat v turkmenščini, Ашхабад (Ašhabad) v ruščini in اشک آباد (esq-Abad) v perzijščini. Od leta 1919 do leta 1927 se je mesto imenovalo Poltorack po lokalnem revolucionarju. Koren imena mesta sega v obdobje Arsakidskega cesarstva, ki izhaja iz imena ustanovitelja cesarstva Partov, Arsak I. Partski. Prvotna oblika imena je bila Ashk-Abad (kar pomeni, da je mesto zgradil Ašk) in je zaradi turške izgovorjave imena tako ostalo še danes.

## Zgodovina
Ašhabad je razmeroma mlado mesto. Nastalo je iz vasi z istim imenom, ki so jo ruski častniki okupirali leta 1881. Leži se blizu mesta Nisa, starodavne prestolnice Partskega cesarstva, ki je zrasla na ruševinah mesta Konjikala ob Svilni cesti, ki je bilo prvič omenjeno v 2. st. pr. n št. ter je bilo porušeno v potresu v 1. st. pr. n. št. Mesto je bilo obnovljeno zaradi svoje ugodne lokacije ob Svilni cesti in je delovalo vse do njegovega uničenja od Mongolov v 13. stoletju.
Leta 1869 so ruski vojaki zgradili utrdbo na hribu v bližini vasi kar je kmalu pritegnilo trgovce in obrtnike na tem območju. Ašhabad je bil do leta 1881 del Perzije, ko je bil z Ahalsko pogodbo prenesen carski Rusiji. Rusija se je odločila razviti Ašhabad kot regionalni center zaradi bližine meje s Perzijo pod britanskim vplivom. Bilo je prijetno mesto z evropskim slogom gradnje, trgovinami in hoteli. Leta 1908 je bil v Ašhabadu zgrajen prvi Bahá'í tempelj.
Sovjeti so ustanovili Ašhabad v decembru 1917. V juliju 1918 se je koalicija Menševikov (socialni revolucionarji in nekdanji carski častniki) uprla proti boljševikom in ustanovila izvršni odbor Ašhabada. S podporo generala Mallesona se Britanci aprila 1919 umaknejo in Sovjeti iz Taškenta prevzamejo nadzor nad mestom. Julija 1919 se mesto preimenuje v Poltoratsk (rusko Полторацк) po lokalnem revolucionarju. Ime Ašhabad je bilo ponovno obnovljeno leta 1927 po ustanovitvi Turkmenske RVS, kot sovjetske republike. Od tedaj dalje mesto doživi hitro rast in industrializacijo. V večjem potresu 6. oktobra 1948 je bilo precej poškodovano. Potres 7,3 stopnje po Richterjevi lestvici je ubil 110.000–176.000 ljudi (2/3 prebivalcev mesta), čeprav je bila uradna statistika Sovjetske zveze le 40.000.
Pomembnejši mejniki v zgodovini Ašhabada:
- 1882–1918 – upravno središče dežele Transkaspijske Rusije
- 1918–1925 – upravno središče turkmenske Oblasti v Turkestanski ASSR
- Od februarja 1925 – glavno mesto Turkmenske SSR
- Od oktobra 1991 – glavno mesto neodvisnega Turkmenistana

## Transport
Proti Ašhabadu se gradijo številne šestpasovnice, čeprav je prometa malo. Javni transport poteka z avtobusi in taksiji. Zunaj novega območja so ceste slabe ali jih sploh ni.
Ašhabad ima mednarodno letališče.

## Podnebje
Ašhabad ima suho podnebje. Gorovje Kopet-Dag je oddaljeno približno 25 kilometrov proti jugu, na sever pa meji na puščavo Karakum. Povprečna temperatura v juliju je 38,2 °C. Najvišja temperatura izmerjena doslej je bila 54 °C. Nočne temperature v poletnem času znašajo 23,1 °C. Povprečna zimska temperatura se giblje med 7,4–9,8 °C in se lahko spusti do −16 °C v decembru. Sneg je redek. Letna količina padavin je samo 227 mm, marec in april sta najbolj mokra meseca. 

## Pomembne zgradbe v mestu
- Mošeja Ertugrul Gazi poimenovana po Ertuğrulu.
- Muzeji: sodobne umetnosti, muzej preprog, znan po svoji impresivni zbirki tkanih preprog (tudi največjih na svetu), zgodovinski muzej in muzej narodne zgodovine, ki prikazuje artefakte, ki segajo v Partsko obdobje in perzijske civilizacije.
- Akademija znanosti Turkmenistana je pomemben institut visokošolskega izobraževanja.
- Velike mošeje: mošeja Azadi (ki spominja na Modro mošejo v Carigradu), Khezrety Omar mošeja in futuristična iranska mošeja.

Ašhabad ima tudi precej spomenikov: 
- spomenik nevtralnosti je 75 m visok obelisk okronan z zlatim kipom pokojnega predsednika Saparmurat Nijazova (znan tudi kot Turkmenbaši ali vodja vseh Turkmencev).
- spomenik neodvisnosti
- spomenik 10. obletnice neodvisnosti
- spomenik ustavnosti
- spomenik Nijazovi knjigi Ruhnami
- spomenik potresu 1948 in druge manj pomembne

Poleg teh pa še:
- Türkmenbašijeva predsedniška palača,
- Predsedniška palača sedanjega predsednika,
- palače raznih ministrstev,
- tudi stanovanjske stavbe delujejo kot palače,
- stadioni, hoteli in drugo.

Za mesto so značilno strogo bela barva. Vse fasade so obložene z belim vietnamskim marmorjem (plošče predpisanih mer 30 x 60 cm). Vse polno je vodometov ob javnih zgradbah in vzdolž avenij, veliko je zelenic in cvetja. Vsa cesta oprema (svetilke, semaforji, znaki) je iz nerjavečega jekla.
- Tržnica Gulistan - Ruski bazar
- Pešpot zdravja - Serdaryň Saglyk Ýoly
- Turkmenske preproge na Altyn Asyr bazarju
- Aškabadski nebotičniki